# 布拉蘇斯河
46°35′13″N 6°12′39″E / 46.58693°N 6.21073°E

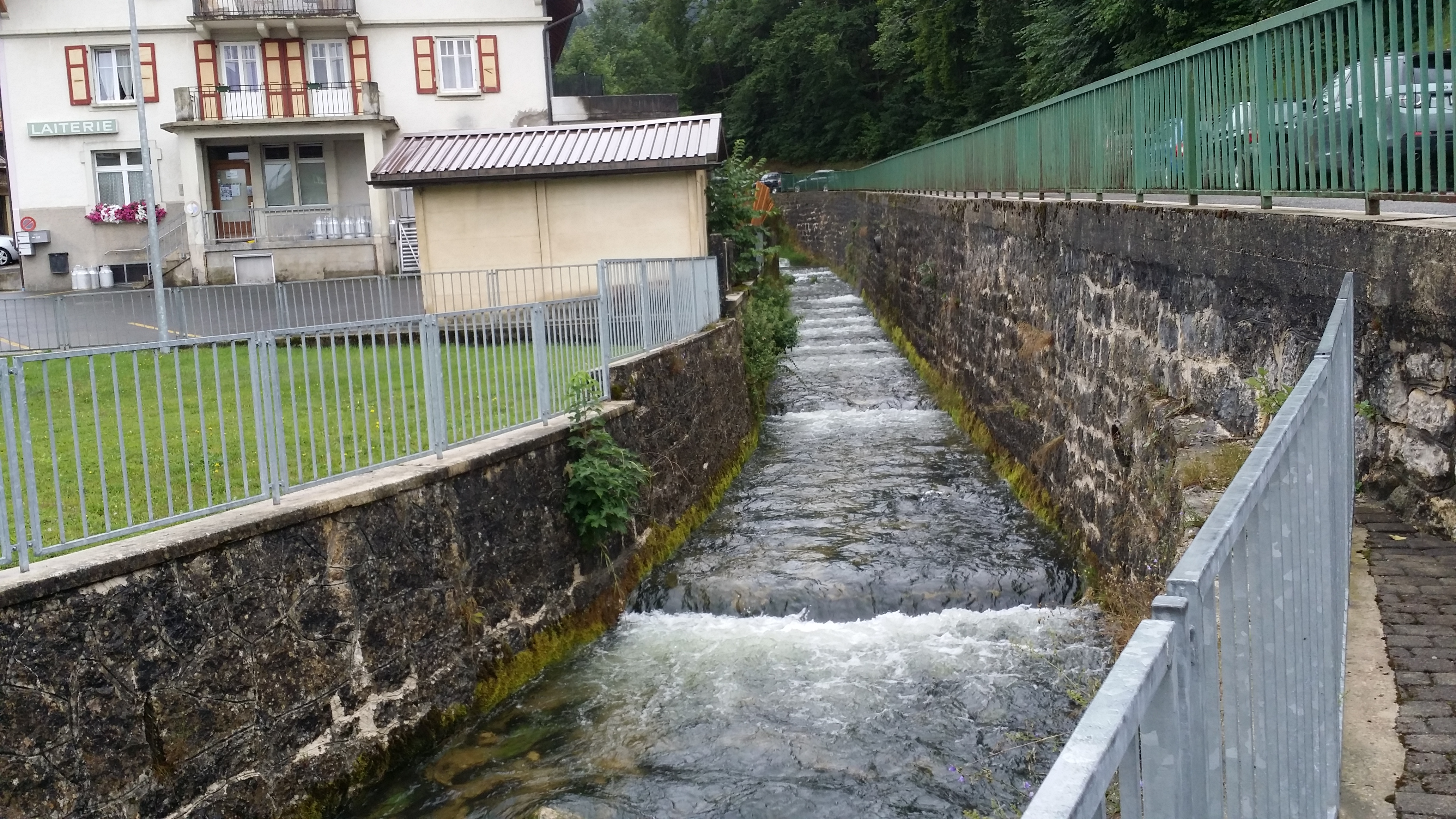

布拉蘇斯河是瑞士的河流，位於該國西部，流經沃州，屬於奧爾布河的右支流，處於汝拉山地區，河道全長1.3公里，河水用於飲用。